# Gloria Lisé
Gloria Lisé (sinh ngày 22 tháng 3 năm 1961) là một nhà văn, luật sư, giáo sư và nhạc sĩ người Argentina. Bà là tác giả của cuốn sách Con los Pies en el Escenario: Trayectoria del Grupo Arte Dramático y su Director Salo Lisé (2003), một cuốn sách dựa trên cuộc đời của cha bà, và Viene Clareando (2005), được chọn bởi Ủy ban Quốc gia Argentina để bảo vệ các thư viện công cộng phân phối cho các thư viện công cộng của đất nước. Viene Clareando, có tiêu đề đề cập đến bài hát nổi tiếng cùng tên của Atahualpa Yupanqui, sẽ được xuất bản tại Hoa Kỳ như Departing at Dawn của Nhà báo nữ quyền tại CUNY vào năm 2009.

## Tiểu sử
Lisé được sinh ra ở tỉnh Salta miền bắc Argentina vào năm 1961. Sau khi hoàn thành việc học tiểu học và trung học, Lisé ghi danh vào một nhà kính âm nhạc, nơi bà học piano và cello dưới một số nhạc sĩ vĩ đại nhất của Argentina.
Lisé lên15 tuổi khi một cuộc đảo chính lật đổ chính phủ của Isabel Martínez de Perón và một chính quyền quân sự nắm quyền kiểm soát Argentina năm 1976. Rối loạn chính trị của thời đại này đã truyền cảm hứng cho bà viết cuốn tiểu thuyết Viene Clareando, tập trung vào tác động của Argentina Chiến tranh Bẩn trên công dân của nó.
Nhà văn đã lấy bằng luật của trường Đại học Quốc gia Tucumán và bằng Tiến sĩ về Khoa học Pháp lý và Xã hội của Đại học Quốc gia Salta. Ngoài việc viết hai cuốn sách, Lisé thường đóng góp cho các ấn phẩm của Argentina về di sản văn hóa và nghệ thuật. Hiện tại, bà là một luật sư đại học và là giáo sư tại Đại học Quốc gia Salta. Bà hát trong một hợp xướng thành phố và sống với chồng và ba đứa con ở Salta, Argentina.